# فراغول

هم‌سنجی اندازهٔ ستارهٔ وی‌وای سگ بزرگ (یک ابرغول که بزرگ‌ترین ستارهٔ شناخته‌شده نیست. استفنسون ۱۸-۲ بزرگ‌ترین ستارهٔ شناخته‌شده می‌باشد) با خورشید.

فراغول (به انگلیسی: Hypergiant)، در میان ستارگان از همه درخشان‌تر است. درخشش این نوع از ستاره‌ها چندصدهزار برابر خورشید است.

## برقراری ارتباط میان گروه‌های ستارگان
بررسی فراغول‌ها علاوه بر آن‌که دانش ما را دربارهٔ مسیر زندگی ستاره‌ها گسترش می‌دهد میان سه گروهِ به‌ ظاهر متمایز ستاره‌ها هم ارتباط برقرار می‌کند. این سه گروه عبارتند از: ستاره‌های ولف رایت، ستارگان متغیر آبی درخشان و فراغول‌های سرد. برخی از تفاوت‌های این ستارگان ناشی از اختلاف جرم آنهاست. سایر تفاوت‌ها از آنجا ناشی می‌شوند که ما ستاره‌ها را در مراحل گوناگون سیر تحوّلشان می‌بینیم.

## تعداد فراغول‌ها
تعداد فراغول‌ها در کهکشان راه شیری چندان زیاد نیست. بیشتر ستاره‌های کهکشان راه شیری کوتوله‌های قرمز کوچک و سرد هستند. در این کهکشان حدود ده درصد از ستاره‌ها شبیه خورشیدند. کمتر از یک‌میلیونیم آن‌ها ابرغول و بازهم کمتر از آن فراغول هستند. از آن‌جایی‌ که در تلسکوپ‌های نوری، فراغول‌ها همانند سایر ستاره‌ها دیده می‌شوند، کلید شناسایی آن‌ها طیفشان است.

## آشناترین فراغول‌ها

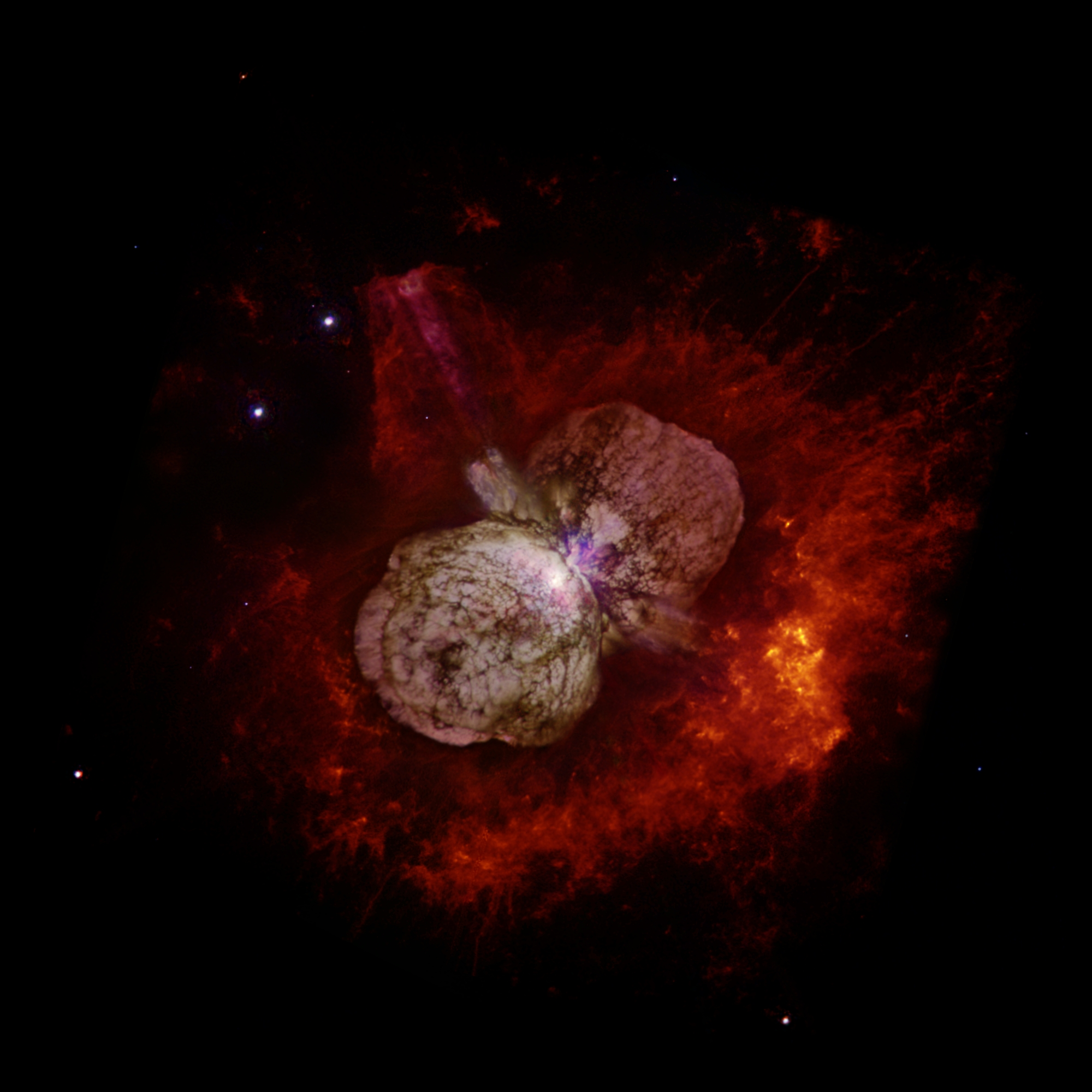
انفجار ستاره فراغول

اگر چه همهٔ ستارگان فراغول کهکشان راه شیری بسیار دورند و انگشت‌شمار هم هستند، امّا این ستاره‌ها آن‌چنان درخشانند که حتّی با چشم غیرمسلّح هم می‌توان برخی از آن‌ها را مشاهده کرد؛ مثلاً اگر با دوربین شکاری، ستارهٔ نارسنگ را نگاه کنید، رنگ سرخ آن به‌راحتی قابل تشخیص است. این ستاره یکی از بزرگ‌ترین ستاره‌های شناخته‌شده است، به‌طوری‌که اگر به‌جای خورشید قرار گیرد، لبه‌هایش به مدار کیوان می‌رسد.

### رو ذات‌الکرسی و اچ‌آر ۸۷۵۲
دو فراغول در نزدیکی مو قیفاووس در غرب ذات‌الکرسی وجود دارند: رو ذات الکرسی و اچ آر۸۷۵۲. این دو فراغول، از مو قیفاووس داغ‌تر و درخشان‌ترند و در رده‌های طیفی F و G قرار می‌گیرند.

### درخشان‌ترین فراغول‌های کهکشان راه شیری

#### دجاجه OB۲#۱۲
در کهکشان راه شیری ستارهٔ دجاجه OB۲#۱۲ فراغولی است با کمترین قدر مطلق شناخته شده یعنی در حدود ۱۰- در آسمان نیم کره شمالی.

#### اتا شاه تخته
درخشان‌ترین فراغول شناخته شده، در آسمان نیم کره جنوبی و در صورت فلکی کشتی قرار دارد. ستارهٔ اتا شاه‌تخته کاملاً شبیه پی ماکیان به نظر می‌رسد. قدر ظاهری این ستاره در قرن ۱۸ و اوایل قرن ۱۹ میلادی میان ۲ و ۴ بود. سپس در حدود سال ۱۲۱۹/۱۸۴۰ درخشانتر شد و تا سال ۱۲۲۷/۱۸۴۸ به قدر ۱- رسید. بعد از آن، روشناییش به شدّت افت کرد به‌طوری‌که تا سال ۱۲۵۹/۱۸۸۰ آن چنان کم نور شد که دیگر با چشم غیر مسلّح قابل مشاهده نبود. بر اساس طیفی که در سال ۱۲۷۲/۱۸۹۳ از اتا کشتی گرفته شد، این ستاره در آن زمان ابرغولی از ردهٔ F بوده است. سپس قدرش به ۶ رسید و طیف نشری ابرهای گاز و غبار اطراف آن، جایگزین طیف ستاره شد. در حال حاضر فقط تابش فروسرخ ستاره می‌تواند از این گرد و غبارها عبور کند.

##### اتا شاه‌تخته، مجموعه‌ای از چند ستاره
مشاهدات اخیر نشان می‌دهند که اتا شاه تخته در اصل مجموعه‌ای است از چندین ستارهٔ بسیار سنگین. اخترشناسان تخمین می‌زنند که بزرگ‌ترین عضو این مجموعه، با جرم ۱۰۰ جرم خورشید، احتمالاً سنگین‌ترین ستارهٔ کهکشان راه شیری است.

### کشف متغیرهای آبی درخشان
بررسی فراغول‌ها، تنها به کهکشان راه شیری محدود نمی‌شود. فراغول‌ها آن قدر پرنورند که شناسایی آن‌ها در کهکشان‌های دیگر به آسانی میسّر است. در اوایل دهه ۱۹۵۰/۱۳۳۰ ادوین هابل و آلن ساندیج در کهکشان زن برزنجیر و کهکشان مسیه ۳۳، چندین فراغول با رنگ‌های آبی مایل به سفید کشف کردند که درخشششان تغییر می‌کرد. در بین ستاره‌های درخشان نزدیک‌ترین کهکشان اقماری کهکشان راه شیری به کهکشان راه شیری هم فراغولی متغیّر و درخشان به نام اس ماهی طلایی وجود دارد. هابل و ساندیج معتقد بودند که این فراغول‌ها و همین‌طور اتا کشتی همه از یک نوعند. اخترشناسان اکنون آن‌ها را متغیرهای آبی درخشان می‌نامند.

#### کاهش جرم متغیرهای آبی درخشان
ویژگی مشترکی که میان متغیرهای آبی درخشان وجود دارد، کاهش جرم غیر عادّی آن‌هاست؛ بادهایی شدید، قسمت اعظم لایه‌های خارجی این ستاره‌ها را راهی فضا می‌کند. وجود یک سحابی در اطراف اتا کشتی، به‌طور غیر مستقیم، دلیلی برای این کاهش جرم است. هم چنین طیف پی ماکیان که متفاوت با طیف هر ستاره قابل مشاهده با چشم غیر مسلّح است، حکایت از این کاهش جرم دارد. پی ماکیان به جای آن که خطوط تاریک جذبی معمولی داشته باشد، خطوط نشری درخشانی دارد که کمی به سوی بخش آبی طیف، جابه‌جا شده‌اند. اتم‌های موجود در پوسته گازی داغ اطراف ستاره پس از جذب نور با گسیل دوباره آن، خطوط روشنی را پدید می‌آورند. قسمتی از پوسته که در راستای دید ما قرار دارد و به طرف ما حرکت می‌کند با جذب نور ستاره، در طیف آن خطوط جذبی به وجود می‌آورد. چون این قسمت از پوسته به سمت ما در حال حرکت است، طول موج نور گسیل شده از اتم‌های این ناحیه بر اثر پدیده دوپلر کمی به سمت آبی طیف جابه‌جا می‌شود. به این ترتیب اخترشناسان بر همین پایه هر گاه خطوطی کاملاً مشابه خطوط پی ماکیان مشاهده می‌کنند، نتیجه می‌گیرند که در سطح ستاره بادهای شدیدی می‌وزد.
سرعت بادهای پی ماکیان چند صد کیلومتر بر ثانیه است. وجود چنین بادهایی سبب می‌شود که جرم ستاره با آهنگی میان چند صدم تا چند هزارم جرم خورشید در هر سال، کم شود. هر چند ممکن است این آهنگ کاهش جرم بسیار کم به نظر برسد، امّا میلیاردها برابر مقداری است که خورشید در هر سال از دست می‌دهد. اخترشناسان معتقدند که اتا کشتی در بیش‌ترین فعّالیّتش به مدّت ۲۵ سال، با آهنگی معادل یک دهم جرم خورشید در هر سال، از جرمش کم می‌شد و بدین ترتیب در آن مدّت میان ۲ و ۳ جرم خورشید از دست داد. فرایند کاهش جرم منحصر به متغیرهای آبی درخشان نمی‌شود؛ در واقع همه فراغول‌ها جرم از دست می‌دهند؛ بنابراین فراغول‌ها دو ویژگی اساسی دارند: کاهش جرم زیاد و درخشندگی شدید.

## سرگذشت فراغول‌ها
تفاوت‌هایی که فراغول‌ها با هم دارند، به مسیر تحوّلی آن‌ها مربوط می‌شود و آن هم مستقیماً به جرمشان بستگی دارد. نقطهٔ آغاز زندگی ستاره‌ها، رشته اصلی است. جرم ستاره‌ها در این مرحله، در محدوده‌ای میان یک دهم و ۱۰۰ جرم خورشیدی است. هر چه جرم بیشتر باشد، جاذبه گرانشی و دمای درونی بیشتر است، و در نتیجه، ستاره درخشانتر خواهد بود. امّا اگر گرانش تنها منبع درخشش ستاره بود، ستاره‌ای مانند خورشید در کم‌تر از چند میلیون سال مرگش فرا می‌رسید. در حقیقت، عمر ستاره‌های رشته اصلی خیلی بیش از این هاست؛ مثلاً عمر ستاره‌ای با جرم خورشید، حدود ۱۰ میلیارد سال است. در مرکز این گونه ستاره‌ها دما به بیش از ۱۰ میلیون درجه کلوین می‌رسد و در چنین دمایی، از به هم پیوستن هسته‌های هیدروژن علاوه بر این که هسته‌های هلیم تشکیل می‌شود، مقادیر زیادی انرژی هم آزاد می‌شود.

### نخستین جدایی سرنوشت ستارگان
وقتی سوخت هیدروژن در هستهٔ ستاره‌ای مانند خورشید به پایان برسد، هسته تحت اثر گرانشش می‌رمبد. این فشردگی گرانشی، دمای هسته را افزایش می‌دهد و ستاره موقّتاً درخشان تر می‌شود. این افزایش درخشش، لوایای خارجی ستاره را به سمت بیرون می‌راند؛ در نتیجه این لایه‌ها سرد می‌شوند و ستاره که تاکنون از نوع کوتوله بود، به غولی سرخ تبدیل می‌شود. کوتوله‌هایی که جرمشان زیاد است، یعنی جرمی میان ۱۰ و ۴۰ جرم خورشید دارند، در طیّ‌گذار از این مرحله درخشان تر نمی‌شوند؛ بلکه در حالی که درخشششان ثابت است، بزرگ‌تر و سردتر می‌شوند. این ستاره‌ها ابرغول‌های آینده خواهند بود.

### غول‌ها و ابرغول‌ها
غول‌های سرخ با همجوشی هلیم به کربن، و ابرغول‌ها با فرایندهای گداخت بیش تر، مدّتی به زندگی خود ادامه می‌دهند؛ ولی هلیم سوختی کوتاه مدّت است. از این رو، زندگی غول‌های سرخ دیری نمی‌پاید؛ و امّا ستاره‌های ابرغول؛ منابع تولید درخشش این ستارگان که درخشان تر از غول‌ها هستند، از این هم سریع تر مصرف می‌شود.

### فراغول‌ها
فراغول‌ها هم دقیقاً مانند ابرغول‌ها تحوّل می‌یابند، با این تفاوت که محدودیّتی در این که تا چه حد بزرگ و درخشان شوند، ندارند. در ستاره‌های معمولی میان نیروی گرانش به سمت داخل و فشار گازها به سمت بیرون، همیشه تعادل وجود دارد. امّا در فراغول‌ها، به جای فشار گازها فشار تابشی اهمّیّت دارد. نخستین بار آرتر استانلی ادینگتن، اخترفیزیکدان انگلیسی، متوجّه این موضوع شد. حد ادینگتون مشخّص می‌کند که درخشش هر ستاره پیش از آن که فشار تابشی از فشار گرانشی اش بیشتر شود، حدّاکثر چه قدر می‌تواند باشد.

### اثبات تجربی حد ادینگتون
هر چند حد ادینگون نتیجهٔ مباحث نظری است، امّا تجربه نیز آن را اثبات کرده است. روبرتا هامفریس و کریس دیویدسن از دانشگاه مینه‌سوتا کشف کردند که ستاره‌هایی با جرمی بیش از ۴۰ جرم خورشیدی، فراغول سرد نمی‌شوند.

### اعمال حدّ هامفریس دیویدسن
برای آن که ببینید حدّ هامفریس دیویدسن یا حدّ HD چگونه بر مسیر تحوّل ستاره‌ها با جرم‌های متفاوت اثر می‌گذارد، دو ستاره، یکی با ۴۰ جرم خورشید و دیگری با ۶۰ جرم خورشید را در نظر بگیرید. هر دو ستاره در رشته اصلی زندگی خود را آغاز می‌کنند. آن‌ها پس از اتمام سوختشان، به تدریج منبسط و سرد می‌شوند. در این مرحله سیر زندگی این دو ستاره از هم جدا می‌شود و هر کدام، در یک گروه از فراغول‌ها جای می‌گیرند.

#### فراغول‌های سرد
آن یکی که جرمش ۴۰ جرم خورشید بود، زیر حدّ HD باقی می‌ماند و به فراغول سرد تبدیل می‌شود؛ مانند رو ذات الکرسی و HR8752.

#### ستارگان پرجرم تر

##### متغیرهای آبی درخشان
امّا ستارهٔ دیگر با ۶۰ جرم خورشید، نمی‌تواند یک فراغول سرد شود. تحوّل آن همچنان که به حدّ HD نزدیک می‌شود، متوقّف می‌ماند. چنین ستاره‌ای تا پیش از آن که به حدّ HD برسد، احتمالاً نیمی از جرم اوّلیّه‌اش را از دست می‌دهد و به یک متغیّر آبی درخشان که ناپایدار است، تبدیل می‌شود. معمولاً بادهای یک متغیّر آبی درخشان، در هر سال در حدود یک صد هزارم جرم خورشید از جرم آن را راهی فضا می‌کند. پی ماکیان چنین ستاره‌ای است که در قسمت پایدار حدّ HD قرار دارد.

##### ولف رایت‌ها
در یک ستارهٔ فوق‌العاده سنگین، بادها تمام لایهٔ هیدروژنی آن را به فضا پرتاب می‌کنند و تنها لایه‌های داخلی ستاره بر جای می‌ماند. در این لایه‌ها، محصولات فرایند گداخت هسته‌ای ستاره در طی میلیون‌ها سال، فراوان وجود دارد. اخترشناسان چنین ستاره‌ای را ولف رایت می‌نامند. این اجرام عجیب هنوز هم به شدّت جرم از دست می‌دهند. در طیف آنان خطوط کربن و نیتروژن زیادی وجود دارد، امّا اصلاً خطّ هیدروژن وجود ندارد. ستارگان ولف رایت هنوز هم در ردهٔ درخشان‌ترین ستاره‌های شناخته شده به‌شمار می‌روند.

### سرنوشت پایانی فراغول‌ها
یک ستارهٔ رشتهٔ اصلی فوق‌العاده پرجرم، چه به یک فراغول سرد و چه به یک متغیّر آبی درخشان، و بعد هم یک ستارهٔ ولف رایت تبدیل شود، سرنوشت نهایی اش، انفجار ابرنواختری است. در یک لحظه، هستهٔ ستاره می‌رمبد و انرژی ناشی از این رمبش، لایه‌های خارجی آن را در فضا پراکنده می‌کند. این هستهٔ رمبیده حالا احتمالاً ستاره‌ای نوترونی یا حتّا سیاهچاله است؛ و بدین ترتیب زندگی ستاره‌ای که یکی از بزرگ‌ترین و درخشان‌ترین ستاره‌های کهکشان صاحبش بود، اکنون به صورت یکی از کوچک‌ترین و کم نورترین اجرام آن پایان می‌یابد.